# Эстбю, Эйнар
Эйнар Эстбю (норв. Einar Østby; 17 сентября 1935, Vinger, Хедмарк — 3 апреля 2022) — норвежский лыжник, призёр Олимпийских игр и чемпионата мира.
На Олимпиаде-1960 в Скво-Вэлли завоевал серебро в эстафете, в которой бежал третий этап, и вывел свою команду с 2-го на 1-е место, обойдя финна Вяйнё Хухталу и передав эстафету Хокон Брусвеэну с 20-секундным преимуществом над преследователями, но Брусвеэн не удержал лидерства и сборная Норвегии заняла второе место. Также на той Олимпиаде был 4-м в гонке на 15 км.
На Олимпиаде-1964 в Инсбруке занял 15-е место в гонке на 15 км, 8-е место в гонке на 30 км, 7-е место в гонке на 50 км и 4-е место в эстафете.
На чемпионате мира 1962 года в Закопане завоевал бронзу в гонке на 15 км.
Кроме лыжных гонок, серьёзно занимался лёгкой атлетикой, специализируясь в беге на длинные дистанции, его личный рекорд на 10 000 метров 31:01,2, а на 5 000 метров 14:46,2.